# Серебряный-Оболенский, Пётр Семёнович
Пётр Семёнович Серебряный-Оболенский († 20 июля 1570) — князь из рода Оболенских, русский военный и государственный деятель, боярин и воевода.

## Биография
Сын князя Семёна Дмитриевича Серебряного-Оболенского, брат князя Василия Семёновича Серебряного-Оболенского из княжеского рода Серебряные-Оболенские.

### Казанские походы
Второй воевода у Николы Зарайского (1544). В походе на Казань послан вторым воеводою под Бежболду (под Казанью) (1549). Второй воевода в Туле (1550).
В 1551 году, будучи нижегородским воеводой, пожалован в бояре. Весной этого года направлен в устье реки Свияги, где царь Иван Васильевич повелел построить городок Свияжск. 16 мая князь отбыл из Нижнего Новгорода и встал в устье Свияги на Круглой горе на Троицын день.
18 мая 1551 года совершил поход на посад Казани. Из-за тумана на Волге часть отряда заблудилась и не вышла к назначенному месту. Несмотря на это, князь воспользовался внезапностью и взял в плен многих казанцев, включая более ста мурз и татарских князей, и освободил много русских пленных. После похода вернулся на Круглую гору, где стал ожидать подхода царя Шиг-Алея и остальных воевод, которые прибыли 24 мая. Через месяц городок Свияжск был построен, после чего к воеводам стали приезжать черемисы и бить челом, чтобы «государь пожаловал их, гнев свой отдал, а велел бы им быть у Свияжскаго города, и воевать их не велел». Вскоре и казанцы, заключив перемирие с воеводами, отправили послов к царю, соглашаясь вновь принять ханом Шиг-Алея и предложили отправить в Москву вдовствующую ханшу Сююнбеку. В ответ царь Иван Васильевич дал своё согласие. 11 августа 1551 года князь Пётр Семёнович встретил Сююнбеку с сыном и её свиту на берегу Волги, приветствовал её от имени царя и сопроводил в Москву. После этого, до казанского похода 1552 года, состоял воеводой в Свияжске.
С свияжскими воеводами 11 августа 1552 года встречал Государя на пути к Свияжску. 23 августа, дав полкам отдохнуть, царь Иван Грозный выдвинулся к Казани и начал осаду. Через неделю, князья Александр Горбатый-Шуйский и Пётр Серебряный были направлены против князя Япанчи, который скрывался в лесу и совершал нападения на осаждавшие войска. Князья нанесли Япанче решительное поражение, очистили леса и захватили 400 пленных. Возвращаясь с похода шёл в судовой рати первым воеводою. Второй воевода Большого полка на Калуге (1553). Второй воевода правой руки на Коломне (1554). При походе Государя к Туле состоял при нём воеводою и по приходе назначен первым воеводою в Михайлов (1555). Первый воевода в Чебоксарах (1556). По крымским вестям в походе с Государём (1556-1557).

### Ливонская война
С царём Шиг-Алеем в Ливонском походе, воевода левой руки (1557). В 1558 году направлен воеводой в Ливонию. Участвовал в походе против крымского хана Девлет-Гирея и «по крымским вестям» стоял воеводой в Псельском городе (1559). Воевода в Туле (1560). Вместе с князем Глинским ходил вслед за Радзивиллом и побил его (1561). Разбил литовцев близ Мстиславля (1562).
В 1562 году первый воевода правой руки в походе из Юрьева к Тарвасту и полковой воевода в Дорогобуже. В 1563 году назначен одним из полковых воевод в Полоцк. Воевода передового полка в Литовском походе (1564). Вместе с братом князем Василием Семёновичем должны были соединиться под Оршей с князем Петром Шуйским, но князь был разбит под Чашниками и князья Серебряные отошли к Смоленску. Николай Радзивилл попытался захватить Полоцк (осень 1564). На предложение о сдаче полоцкий воевода князь Пётр Щенятев ответил отказом и пушечной стрельбой, послав за помощью к князьям Серебряным, которые стояли в Великих Луках. Князья Пётр и Василий зашли в тыл армии Радзивилла и принудили его к отступлению, после чего взяли Озерище, куда воеводой «для бережения» и был он назначен. Первый воевода Большого полка в Полоцке (1565-1566).
В 1567 году потерпел поражение от литовского войска в битве при Чашниках, где был убит князь Василий Палецкий, а князь Пётр Семёнович еле ушёл в Полоцк. Воевода в Плавной (1569).
В 1569 году назначен воеводой на Волгу «на Переволок» и вскоре был направлен с легкой ратью в Астрахань «по крымским вестям», когда стало известно о желании турецкого султана занять Астрахань. Ходил в поход царя Ивана Грозного на Коломну по известиям о нападении «на рязанския места и на каширския крымских людей» (май 1570).

### Смерть князя
Через два месяца после похода на Коломну, князь Пётр Семёнович был убит по приказу царя Ивана Грозного. Считается, что гибель князя была связана с «Великим изменным делом», по которому много знатных бояр было обвинено в желании сдать Новгород и Псков польскому королю.
Царь Иван с опричниками явился из Александровской слободы в Москву и направился к дому князя Серебряного, приказав привести князя к нему. Когда князя вывели, он был обезглавлен одним из сотников по приказу царя. Вместе с ним был убит «казначей Никита Фуников (20 июля 1570). Имя князя Петра Семёновича внесено в Синодик опальных» царя Ивана Васильевича.